# Huacholula
Huacholula är en ort i Mexiko.   Den ligger i kommunen Ixcatepec och delstaten Veracruz, i den sydöstra delen av landet, 240 km nordost om huvudstaden Mexico City. Huacholula ligger 111 meter över havet och antalet invånare är 292.
Terrängen runt Huacholula är platt. Runt Huacholula är det ganska tätbefolkat, med 67 invånare per kvadratkilometer. Närmaste större samhälle är Ixcatepec, 7,0 km söder om Huacholula. Trakten runt Huacholula består till största delen av jordbruksmark.